# Hagen im Bremischen
Hagen im Bremischen ist eine Einheitsgemeinde im niedersächsischen Landkreis Cuxhaven. Sie entstand am 1. Januar 2014 durch den Zusammenschluss von 16 selbständigen Gemeinden, die bereits seit 1970 unter dem Dach einer Samtgemeinde zusammengearbeitet hatten. Verwaltungssitz der Gemeinde ist die Ortschaft Hagen.

## Geografie

### Lage
Die Gemeinde Hagen im Bremischen befindet sich zwischen Bremen und Bremerhaven.
Sie liegt in der Norddeutschen Tiefebene und ist von Geest-, Marsch- und Moorlandschaften geprägt.
Im Westen wird die Kommune durch die Weser begrenzt.
Durch die Gemeinde fließt die Drepte, ein kleiner Nebenfluss der Weser.

### Gemeindegliederung
Die Gemeinde besteht aus 16 Ortschaften und deren Ortsteilen:
- Albstedt
- Bramstedt mit
  - Harrendorf mit seinen Siedlungen
    - Finna und
    - Finnaer Berg

  - Lohe
  - Wittstedt
- Dorfhagen
- Driftsethe mit
  - Tannendorf und
  - Weißenberg
- Hagen mit den beiden Siedlungen
  - Börsten und
  - Harmonie
- Heine  mit
  - Vosloge
- Hoope
- Kassebruch
- Lehnstedt mit
  - Neuenhausen
- Offenwarden
- Rechtenfleth
- Sandstedt
- Uthlede
- Wersabe
- Wulsbüttel
- Wurthfleth mit
  - Rechtebe

### Nachbargemeinden
|                                   | Loxstedt                                    | Beverstedt                                                      |
|                                   | Kompassrose, die auf Nachbargemeinden zeigt | Axstedt (Landkreis Osterholz) Lübberstedt (Landkreis Osterholz) |
| Schwanewede (Landkreis Osterholz) |                                             | Osterholz-Scharmbeck (Landkreis Osterholz)                      |

(Quelle:)

## Geschichte

### Name
Hag leitet sich vom germanischen haga oder hagaz ab und bedeutet Umzäunung, oder Gehege. Es bedeutet auch Schutz wie in hegen und behaglich. Ein Hag war ein von Hecken eingehegtes, eingefriedetes Gelände. Der mittelniederdeutsche Wortbestandteil -ha(a)g(en) in Flur- oder Ortsnamen deutet auf eine solche Siedlungsform hin. Der Name oder die Endsilbe Hagen findet sich häufig in Niedersachsen, Westfalen und in den von diesen besiedelten mecklenburgischen Gebieten.

### Besiedlung
Die germanischen Chauken besiedelten vor Christi Geburt das Gebiet beidseitig der Unterweser. Sächsische Stämme eroberten wahrscheinlich ab 300/400 n. Chr. weite Teile Niederdeutschlands und das Volk der Chauken ging in dem Stamm der Sachsen auf.
Um die Zeit von 900 bis 1000 entstand bei der Missionierung des Gebietes in Bramstedt die erste bekannte Kirche. Der Ort Dorfhagen wurde erstmals als Hagen 1110 in einer Urkunde erwähnt.

### Erzbistum Bremen
Ab dem 11. Jahrhundert gelang es dem Bistum Bremen, sein Territorium zu vergrößern. Mehrere Jahrhunderte lag nun Hagen im Erzstift Bremen, deshalb heißt es auch heute noch Hagen im Bremischen. Zur Festigung der Herrschaft wurde unter Erzbischof Hartwig II. (1184–1207) die Burg zu Hagen errichtet, um die aufständischen Stedinger Bauern zu bekämpfen. Sie wurde als Castrum Hagen bezeichnet. Die Bürger sprachen von Burghagen. Das benachbarte Hagen heißt seitdem Dorfhagen. Die Geschichte der Gemeinde ist von nun an mit der Geschichte der Burg zu Hagen verbunden. Die Burg war vermutlich ein Fachwerkbau und lag im Flusstal der Drepte. Sie war inmitten eines Überschwemmungsgebietes schwer einnehmbar. Versorgt wurde sie durch einen Damm. 1212 belagerten die aufständischen Ostersteder Bauern die Burg. In der ersten Hälfte des 13. Jahrhunderts bestand die Burg bereits aus Backsteinen. Beim Damm der Burg entstand eine erste dörfliche Siedlung, die zunächst Dammhagen hieß.

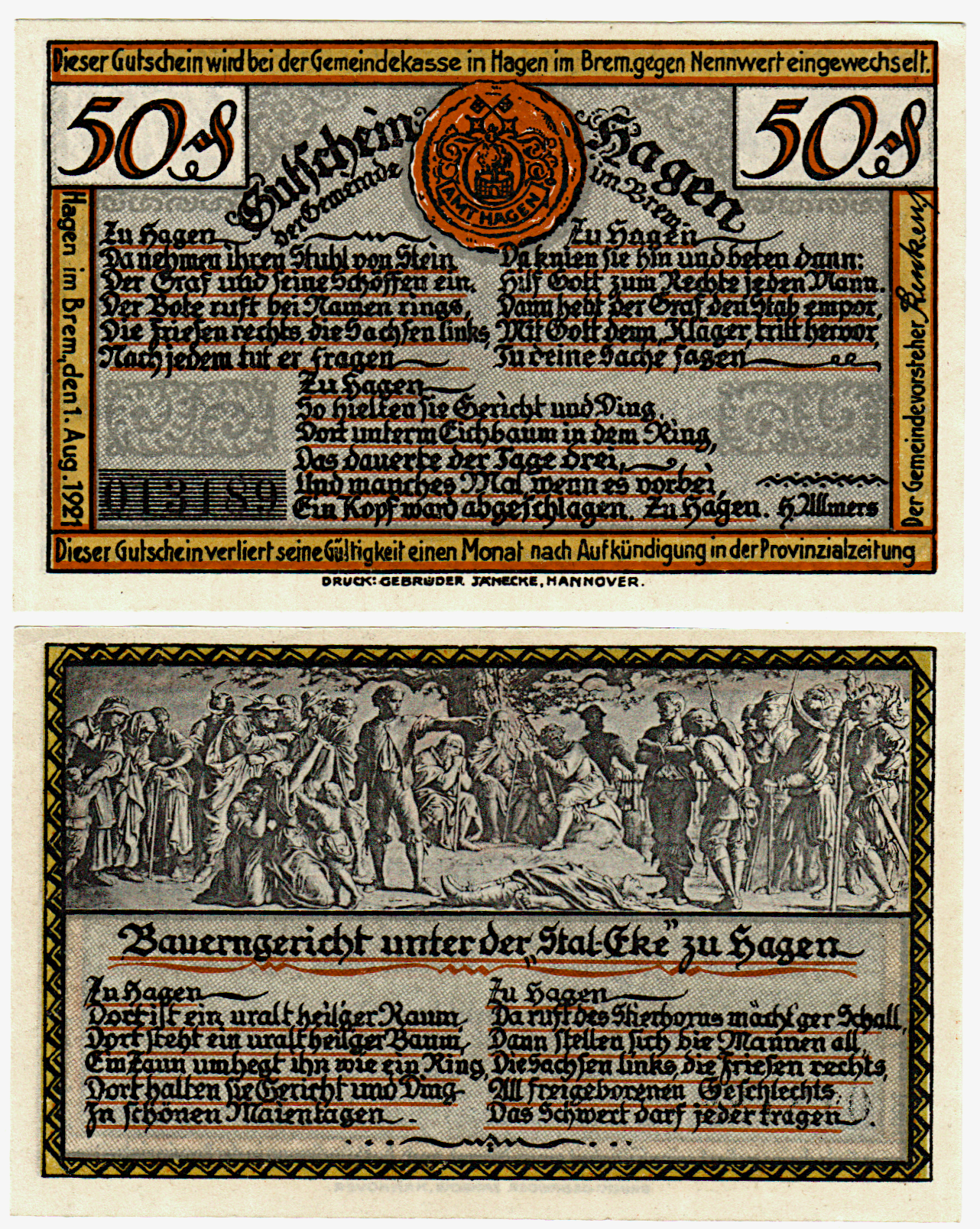
Ein Notgeldschein (Vorder- und Rückseite) von 1921 aus Hagen im Bremischen, mit einer Darstellung eines Bauerngerichts unter der "Stal-Eke".

Der Erzbischof von Bremen Gerhard II. setzte für die Verwaltung und Rechtsprechung einen Vogt ein. Die Vogtei vergrößerte er 1248 um die Börde Bramstedt. Der spätere Kern des Amtes Hagen entwickelte sich. Als Oberdeichgraf in Osterstade übte der Vogt zugleich die Marktgerichtsbarkeit aus. Der Vogt wohnte in der späteren Försterei. Von Hagen aus führten die Erzbischöfe und ihr Hof ihre Jagd in den nahen Wäldern durch. Eine damalige Eiche in Burgnähe, die als Gerichtseiche diente und als Staleke legendär war, wurde in der Urkunde von 1248 erwähnt, in der es heißt: „iuxta castrum Hagen prope quercum vulgariter staleke nuncupatum“ (nahe der Burg bei der im Volksmund Staleke genannten Eiche). Viele Vögte von Hagen sind überliefert. Es war wahrscheinlich ein Vogt aus Cassebruch, dem es gelang, 1307 den Bremer Adel des Erzstifts für einige Zeit aus der Stadt zu vertreiben und die Burg einzunehmen.
1362 hatte Erzbischof Albert II. (1359–1395) nach der Hoyaer Fehde den Administrator des Erzstifts, Moritz von Oldenburg, besiegt. Dieser zog sich auf seinen Sitz auf Burg Hagen zurück. 1389 verpfändete Albert II. für 500 Goldgulden die Burg dem Grafen von Oldenburg.
Die heutige Burg entstand etwa von 1502 bis spätestens 1507. Auftraggeber für den Neubau war Erzbischof Johann Rode, der von 1506 bis 1511 auf der Burg lebte. Von 1546 bis 1547 wurde die Burg im Schmalkaldischen Krieg und 1547 in der Münsterschen Fehde belagert und beschädigt. Erzbischof Heinrich von Sachsen-Lauenburg, einer der ersten protestantischen Bischöfe, heiratete prunkvoll 1575 auf der Burg Anna von Broich, Tochter des zweiten Kölner Bürgermeisters. Häufig hielten sich die Bremer Erzbischöfe mit Gefolge in Hagen auf. Um 1600 lebten auf der Burg und in Hagen der Amtmann (früher Vogt), der Hausvogt, Wärter, Pförtner, Fischer, Schäfer, Knechte und Mägde sowie 86 Erbmeier mit ihren Familien. Neben der Burg stand eine große Zehntscheune, die 1948 abgerissen wurde.
Das Amt Hagen wurde bereits vor 1550 genannt und von der Burg aus verwaltet. Seit 1648 war das Amt Sitz der schwedischen, hannoverschen und preußischen Amtmänner. 1885 wurde das Amt Hagen aufgelöst.

### Schwedenzeit
1644 lagen 200 Schweden während des Dreißigjährigen Krieges in der Burg. Kaiserliche Truppen eroberten sie und nahmen die Schweden gefangen. Nach dem Krieg ging das Erzbistum Bremen im Herzogtum Bremen auf. Hagen gehörte seit 1648 zum schwedisch beherrschten Reichsterritorium Bremen-Verden. Hagen wurde Sitz eines schwedischen Amtmannes und 1698 entstand ein Amtshaus. Königin Christina von Schweden schenkte die Burg dem Reichsrat Rosenhane.

### Zeit im Königreich Hannover

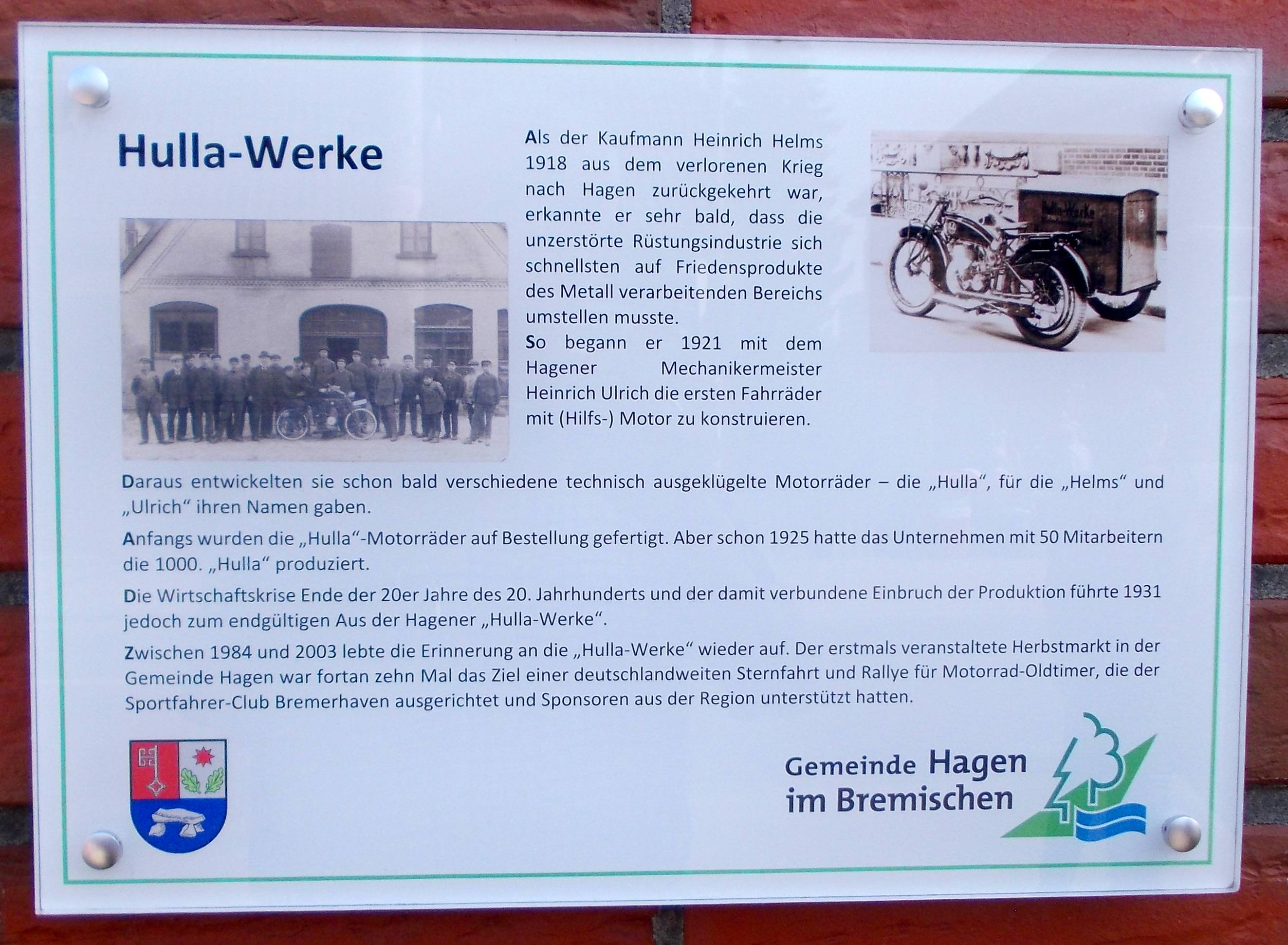
Gedenktafel in der Straße „Amtsdamm“ an der Stelle, wo die Hulla-Werke standen.

Die schwedische Krone verkaufte das Herzogtum und die Burg um 1719/1720 an das Kurfürstentum Braunschweig-Lüneburg (1815 Königreich Hannover). Die Burg wurde nun zeitweise als Gefängnis genutzt. 1720 wurde Hagen ein Kurfürstlich Hannoversches Amt und führte die Staleke bis zur preußischen Zeit im Wappen. Der Ort wurde nun Amthagen genannt. Die Burg diente als Gerichtsgebäude, Gefängnis, und Wohnhaus. 1778 entstand die Ritter'sche Windmühle als älteste Mühle in der Umgebung. 1786 wurde ein Judenfriedhof in Hagen benannt. In der Franzosenzeit gehörte die Region an der Küste von 1811 bis 1813/14 als Departement der Wesermündungen direkt zu Frankreich.
Die Leibeigenschaft bestand formell im Königreich Hannover bis 1833. Um 1830 konnten sich die Bauern in Hagen gegen Zahlung des 25-fachen Betrages der jährlichen Abgaben „freikaufen“, also ihre Höfe als Eigentum erwerben. 1846 wohnte der Amtmann wieder in der Burg. Und ein neues Amtsgebäude mit Gefängnis wurde errichtet. Um 1840 gehörten die Ortschaften Altluneberg, Beverstedt, Bramstedt, Cassebruch, Dammhagen und Sandstedt mit rund 80 Personen zur jüdischen Gemeinde Hagen. 1852 wird das Amtsgericht Hagen im Bremischen gegründet. 1856 ist die Amtssparkasse von Theodor Christian Fachtmann gegründet worden. 1861 stiftete der Kaufmann Abraham Gottschalk eine Synagoge, die 1938 in Brand gesetzt worden ist. Mitte des 18. Jahrhunderts wurde ein Gasthaus am Ortsausgang nach Sandstedt errichtet, ein Vereinslokal, das 1898 den Namen Ritters Gasthof erhielt, 1945 abbrannte und 1949 die Hagener Privatschule beherbergte. 1856 ist die Alte Amtssparkasse gegründet worden. Heute gibt es  Geschäftsstellen der Volksbank Bremerhaven-Cuxland und der Weser-Elbe-Sparkasse.

### Preußenzeit
1866 kam das Königreich Hannover als Provinz Hannover an Preußen. Bei der Verwaltungsreform wurde 1885 das Amt Hagen aufgelöst und Teil des Landkreises Geestemünde und 1932 mit Lehe zum Landkreis Wesermünde vereinigt. Hagen blieb aber Gerichtsort, damit hatte es auch weiterhin einen Mittelpunktscharakter. Gerichtsgebäude und Gefängnis waren schon in hannoverscher Zeit errichtet worden. Der Oberförster von Axstedt hatte nun seinen Amtssitz im Dienstgebäude in Hagen. 1897 wurde die neugotische Martin-Luther-Kirche eingeweiht. Burg und Park waren für die Öffentlichkeit unzugänglich und wurden durch die Justizverwaltung genutzt. Das beschauliche Hagen entwickelte sich nur langsam weiter.
Im Ersten Weltkrieg fielen 280 Männer aus dem Amt Hagen. Im Kriegsgefangenenlager Cassebruch waren von 1914 bis 1918 bis zu 1000 Männer gefangen. In der Inflationszeit 1923/24 gab Hagen Notgeld als 50 Pfennig – Gutscheine heraus. Die Hulla-Werke bestanden von 1920 bis 1930 und produzierten Motorräder.

### Zeit des Nationalsozialismus

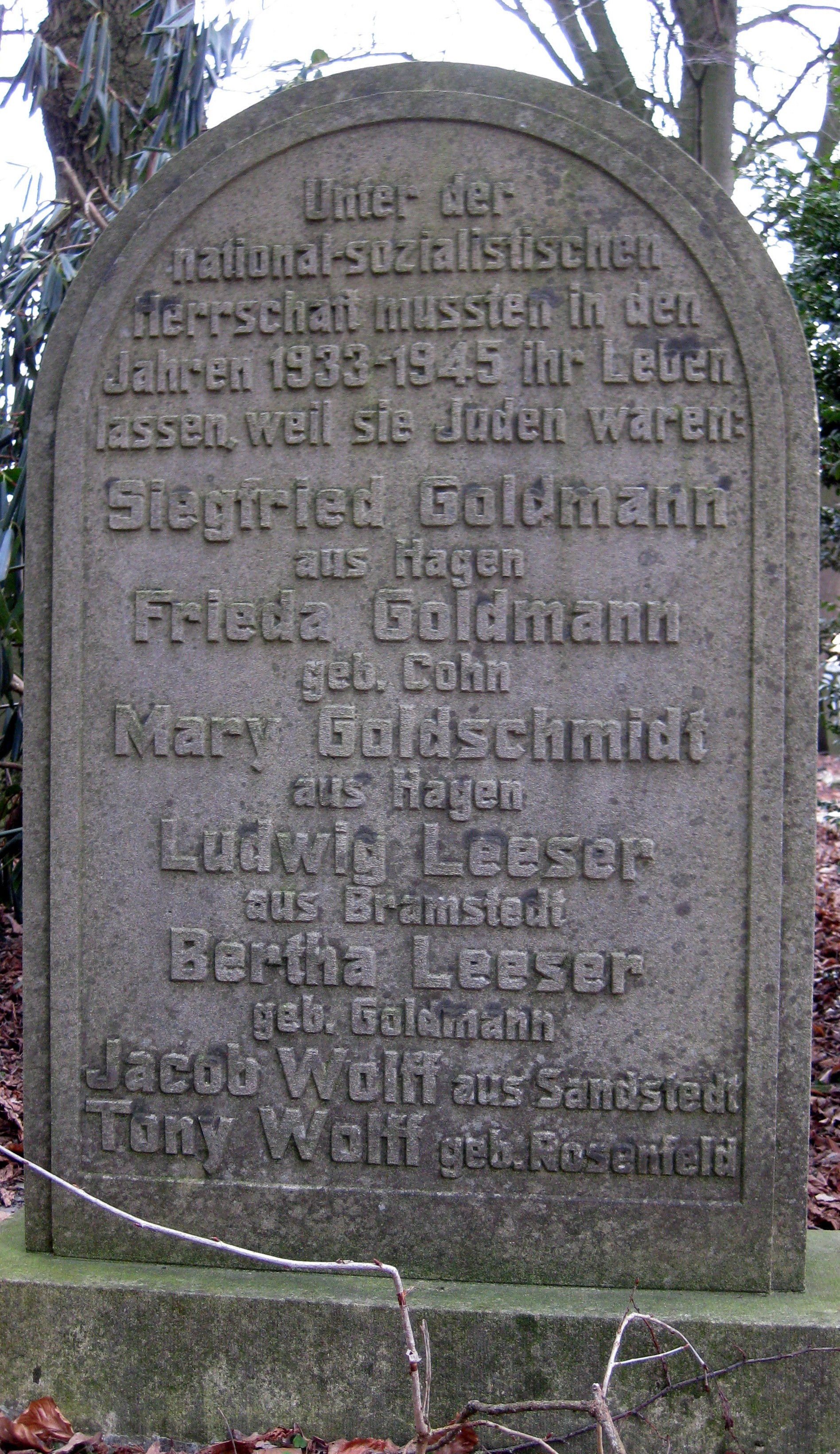
Grabstein auf dem Judenfriedhof Hagen

Die ansässigen Juden in Hagen (1913: 77 Beitragszahler) wurden drangsaliert und fielen dem Holocaust zum Opfer. Die Synagoge von 1881 wurde 1938 niedergebrannt. Erhalten blieb der Judenfriedhof am Ortsrand auf dem Wege nach Dorfhagen. Von den Familien Goldmann, Goldschmidt, Leeser, Wolff, Freudenberg, Gottschalck u. a. künden hier die Grabsteine. Ein Grabstein auf dem jüdischen Friedhof nimmt Bezug darauf, dass „unter der nationalsozialistischen Herrschaft“ Menschen „ihr Leben lassen mussten, weil sie Juden waren“.
Am Ende des Zweiten Weltkrieges wurde Hagen von US-Truppen besetzt, nachdem Mitte April 1945 noch Tausende von KZ-Häftlingen des KZ Neuengamme bei der Evakuierung des Außenlagers Farge auf einem Todesmarsch in Richtung Bremervörde durch den Ort getrieben wurden. Aus West- und Ostpreußen kamen Flüchtlingstrecks und viele siedelten sich hier an, unter anderem in der späteren Westpreußensiedlung.

### Niedersachsen
Hagen kam 1946 zum Land Niedersachsen. Das Reichsarbeitsdienst-Lager in Richtung Wulsbüttel wurde Flüchtlingslager. Aus den RAD-Baracken wurden feste Häuser und aus dem Hagen-Lager die Hagen-Westpreußensiedlung. Die Bevölkerungszahl von Hagen stieg von 1935 bis 1946 von 778 auf 1400 Einwohner. Treffpunkt war das früher bekannte, heute nicht mehr existierende Hagener Hotel und Gasthaus Auf dem Keller. In Dorfhagen brannten in den 1950er Jahren die großen Bauernhäuser von Puvogel und Götschen nieder. Die Hermann-Allmers-Schule (eine Haupt- und Realschule) und das Gymnasium Waldschule Hagen-Beverstedt entwickelten sich in der Nachkriegszeit, während die einklassige Dorfschule in Dorfhagen in den 1960er Jahren aufgelöst wurde. Seit 1965 erscheint die Hagener Heimatzeitschrift Unter der Staleke. 1971 wurde die Samtgemeinde Hagen gebildet.
1976 erfolgte die Auflösung des Amtsgerichts. Der Landkreis Cuxhaven wurde 1977 aus der Stadt Cuxhaven und den Landkreisen Land Hadeln und Wesermünde gebildet.
Das Hagener Hallenbad brannte Anfang September 2002 ab und wurde nicht wieder neu errichtet. Vom 16. September 2002 bis zum 29. Januar 2004 gab es einen direkten Bustransfer der Verkehrsgesellschaft Bremerhaven AG (VGB) nach Bremerhaven, um dort eine Schwimmmöglichkeit anzubieten.
Die Einwohnerzahl stieg auf bis zu 4000 in der Gemeinde und über 11.000 in der Samtgemeinde Hagen.

### Eingemeindungen
Die Samtgemeinde Hagen entstand zum 1. Januar 1970 und umfasste mit Hagen zunächst 16 Gemeinden. Nach § 7 des Gesetzes zur Neugliederung der Gemeinden im Raum Bremervörde vom 13. Juni 1973 (Nds. GVBl. S. 183) wurden die zuvor selbständigen Gemeinden Dorfhagen und Kassebruch im Zuge der Gebietsreform in Niedersachsen, die am 1. März 1974 stattfand, in die Gemeinde Hagen im Bremischen eingegliedert.
Zum 1. Januar 2014 erfolgte die Auflösung der Samtgemeinde Hagen und deren Mitgliedsgemeinden sowie die Neubildung der Einheitsgemeinde Hagen im Bremischen.

### Einwohnerentwicklung
| Jahr | Einwohner | Quelle |
| ---- | --------- | ------ |
| 1910 | 710       | [ 14 ] |
| 1925 | 764       | [ 15 ] |
| 1933 | 821       | [ 15 ] |
| 1939 | 840       | [ 15 ] |
| 1950 | 1.7020    | [ 16 ] |
| 1956 | 1.5860    | [ 16 ] |
| 1973 | 1.9080    | [ 17 ] |
| 1975 | 2.548 ¹   | [ 18 ] |
| 1980 | 2.804 ¹   | [ 19 ] |

| Jahr | Einwohner | Quelle |
| ---- | --------- | ------ |
| 1985 | 2.716 ¹   | [ 19 ] |
| 1990 | 2.950 ¹   | [ 19 ] |
| 1995 | 3.172 ¹   | [ 19 ] |
| 2000 | 3.619 ¹   | [ 19 ] |
| 2005 | 3.929 ¹   | [ 19 ] |
| 2010 | 3.826 ¹   | [ 19 ] |
| 2015 | 10.991 ¹0 | [ 19 ] |
| 2020 | 11.078 ¹0 | [ 19 ] |
| 0    | 0         | 0      |

¹ jeweils zum 31. Dezember

## Politik

### Gemeinderat
Der Rat der Gemeinde Hagen im Bremischen besteht aus 26 Ratsfrauen und Ratsherren. Dies ist die festgelegte Anzahl für eine Gemeinde mit einer Einwohnerzahl zwischen 10.001 und 11.000 Einwohnern. Die Ratsmitglieder werden durch eine Kommunalwahl für jeweils fünf Jahre gewählt. Die aktuelle Amtszeit begann am 1. November 2021 und endet am 31. Oktober 2026.
Nach den Kommunalwahlen 2016 und 2021 ergaben sich folgende Sitzverteilungen (in Klammern die Stimmenanteile):
| Kommunalwahl | CDU          | SPD         | Grüne      | AfD     | WG Hagen im Bremischen | FW         | FDP     | DIE LINKE  | Sonstige | Gesamt   |
| ------------ | ------------ | ----------- | ---------- | ------- | ---------------------- | ---------- | ------- | ---------- | -------- | -------- |
| 2021         | 11 (37,8 %)  | 8 (27,0 %)  | 5 (16,8 %) | 1 (3,7) | 1 (3,6 %)              | 1 (3,1 %)  | 1 (2,7) | 0 (1,5 %)  | 0 (1,8)  | 28 Sitze |
| 2016         | 11 (41,43 %) | 8 (30,12 %) | 2 (9,92 %) | –       | 2 (8,75 %)             | 2 (6,42 %) | –       | 1 (3,32 %) | –        | 26 Sitze |

Stimm- und sitzberechtigt im Rat der Gemeinde ist außerdem der hauptamtliche Bürgermeister.
Die Wahlbeteiligung bei der Kommunalwahl 2016 lag mit 62,66 % über dem niedersächsischen Durchschnitt von 55,5 %. Bei der Wahl 2021 lag die Wahlbeteiligung bei 65,7 %, erneut über dem Landesdurchschnitt von 57,1 %.

### Bürgermeister
Hauptamtlicher Bürgermeister der Gemeinde Hagen im Bremischen ist Andreas Wittenberg (parteilos). Er hat dieses Amt seit dem 1. Januar 2014 inne. Bei der letzten Bürgermeisterwahl am 12. September 2021 setzte er sich mit 58,08 % der Stimmen gegen drei Mitbewerber durch. Die Wahlbeteiligung lag bei 65,58 %. Wittenbergs Stellvertreter ist seit Februar 2022 der ebenfalls parteilose Martin Leying.

### Wappen
Die Einheitsgemeinde führt das Kommunalwappen der ehemaligen Samtgemeinde weiter.
| Wappen von Hagen im Bremischen | Blasonierung: „Schild geteilt, oben gespalten, vorne in Rot ein aufgerichteter, mit Bart nach rechts gewendeter silberner Schlüssel, hinten in Silber zwei geschrägte grüne Eichenblätter, überhöht von einem achtzackigen roten Stern. Unten in Blau ein silber-tingiertes Hünengrab.“ |
| Wappen von Hagen im Bremischen | Wappenbegründung: noch offen |

#### Flagge
|  | 00Hissflagge: „Die Flagge ist blau-rot geteilt mit dem aufgelegten Wappen in der Mitte.“ |

## Kultur und Sehenswürdigkeiten

### Bauwerke
- Burg zu Hagen, im 14. Jahrhundert als Residenz der Bremer Erzbischöfe errichtet. Nach umfangreicher Restaurierung in den 1980er Jahren wurde sie für die Öffentlichkeit zugänglich gemacht und wird für kulturelle Zwecke, wie Ausstellungen, Konzerte und Lesungen genutzt. In der ehemaligen Kapelle finden standesamtliche Trauungen statt.
- Klassizistisches Amtsgebäude Hagen im Bremischen von 1704; heute Grundschule an der Staleke
- Amtsgericht von 1846; heutiges Rathaus
- neugotische Martin-Luther-Kirche von 1897; bei der Renovierung von 1987 wurde das Innere in den ursprünglichen Zustand zurückversetzt.[28]
- Rittersche Windmühle von 1778, älteste Mühle in der Umgebung
- Wohn- und Wirtschaftsgebäude Möhlenstroot 10 von 1754
- Villa Hüncken, 1908 nach Plänen des Kirchenbaumeisters Hillebrandt im neugotischen Stil für Ahrend Hüncken gebaut, heute Altenpflegeheim Senioren-Schlösschen

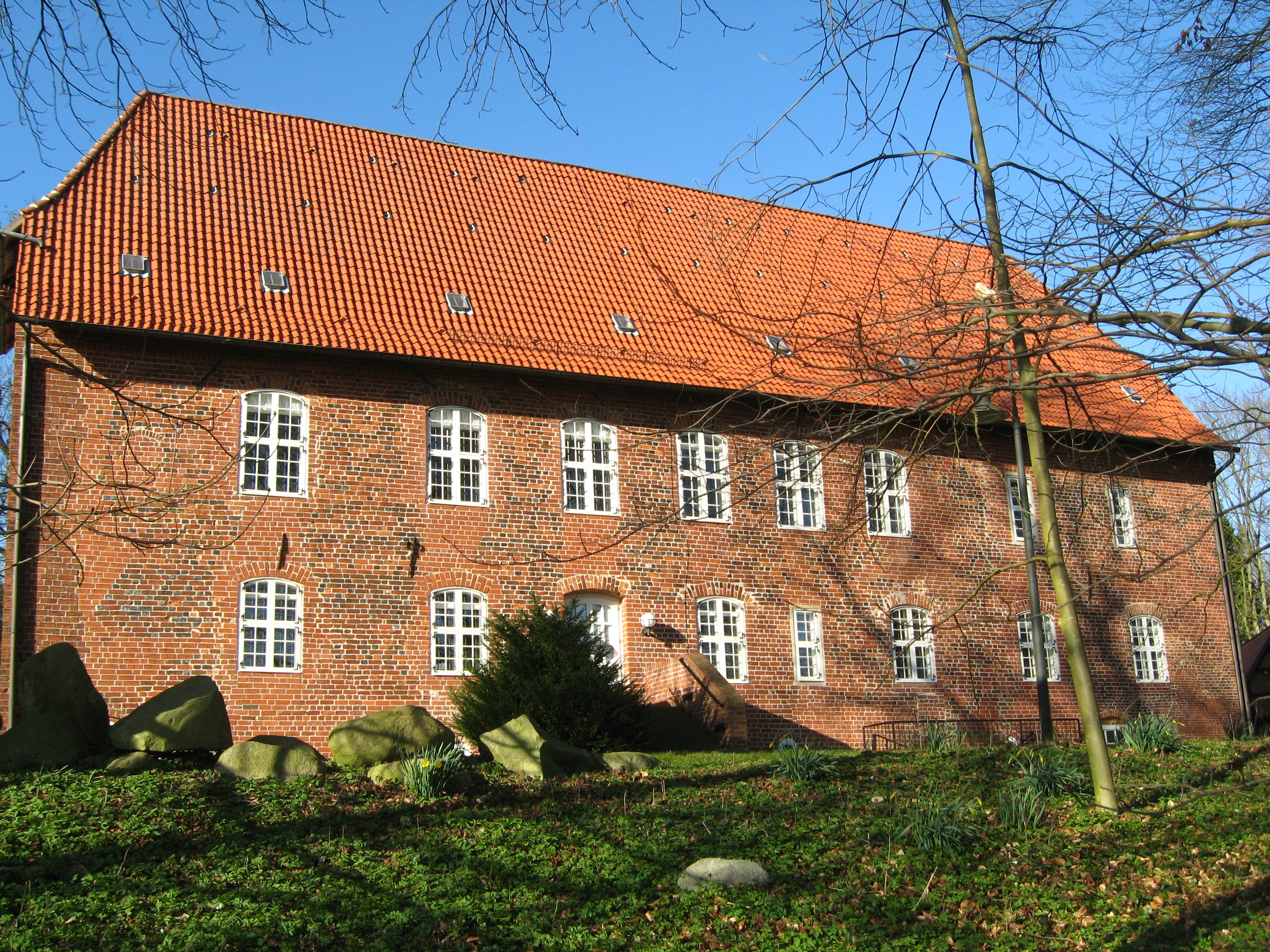
Burg zu Hagen im Bremischen
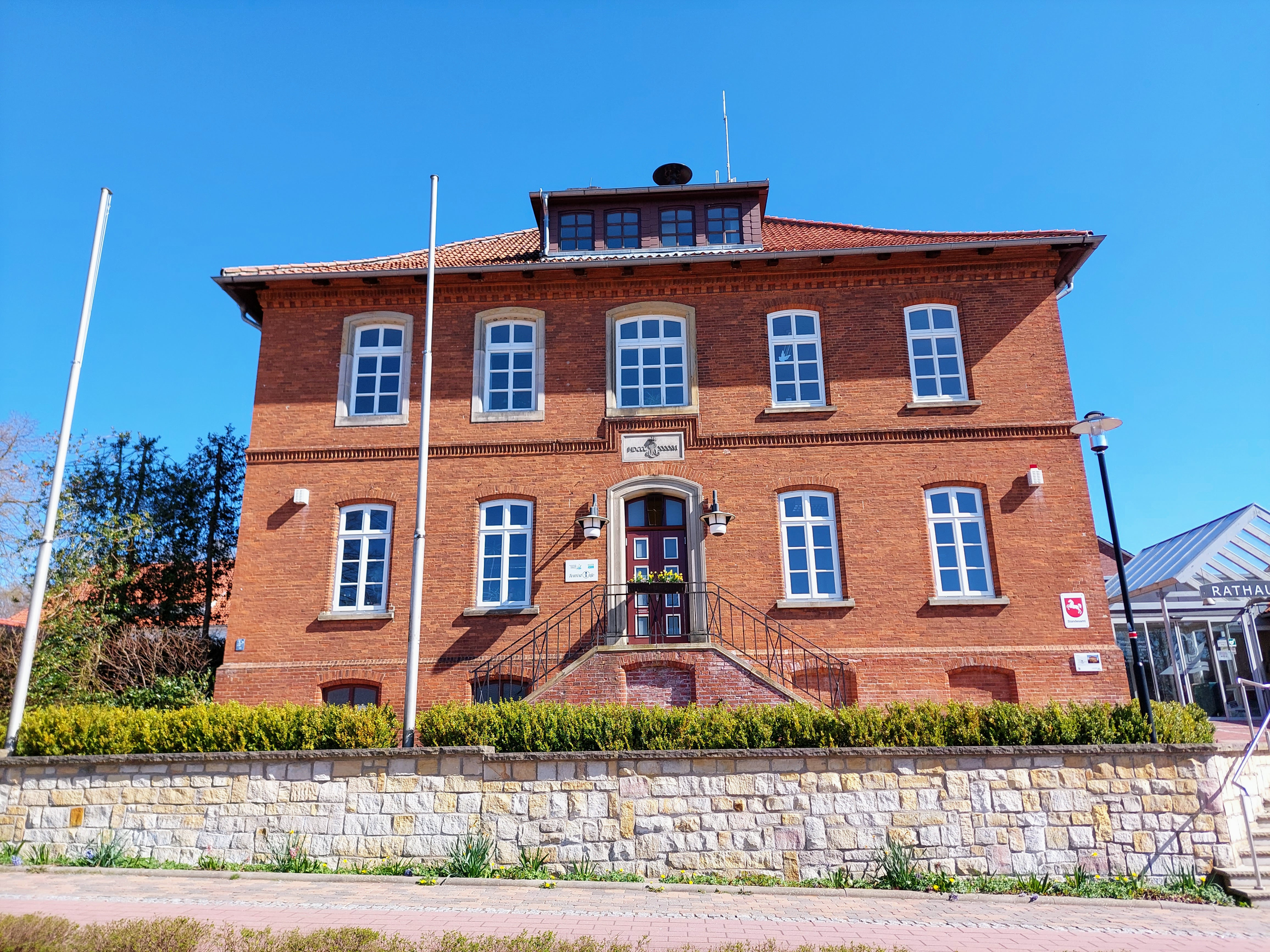
Rathaus
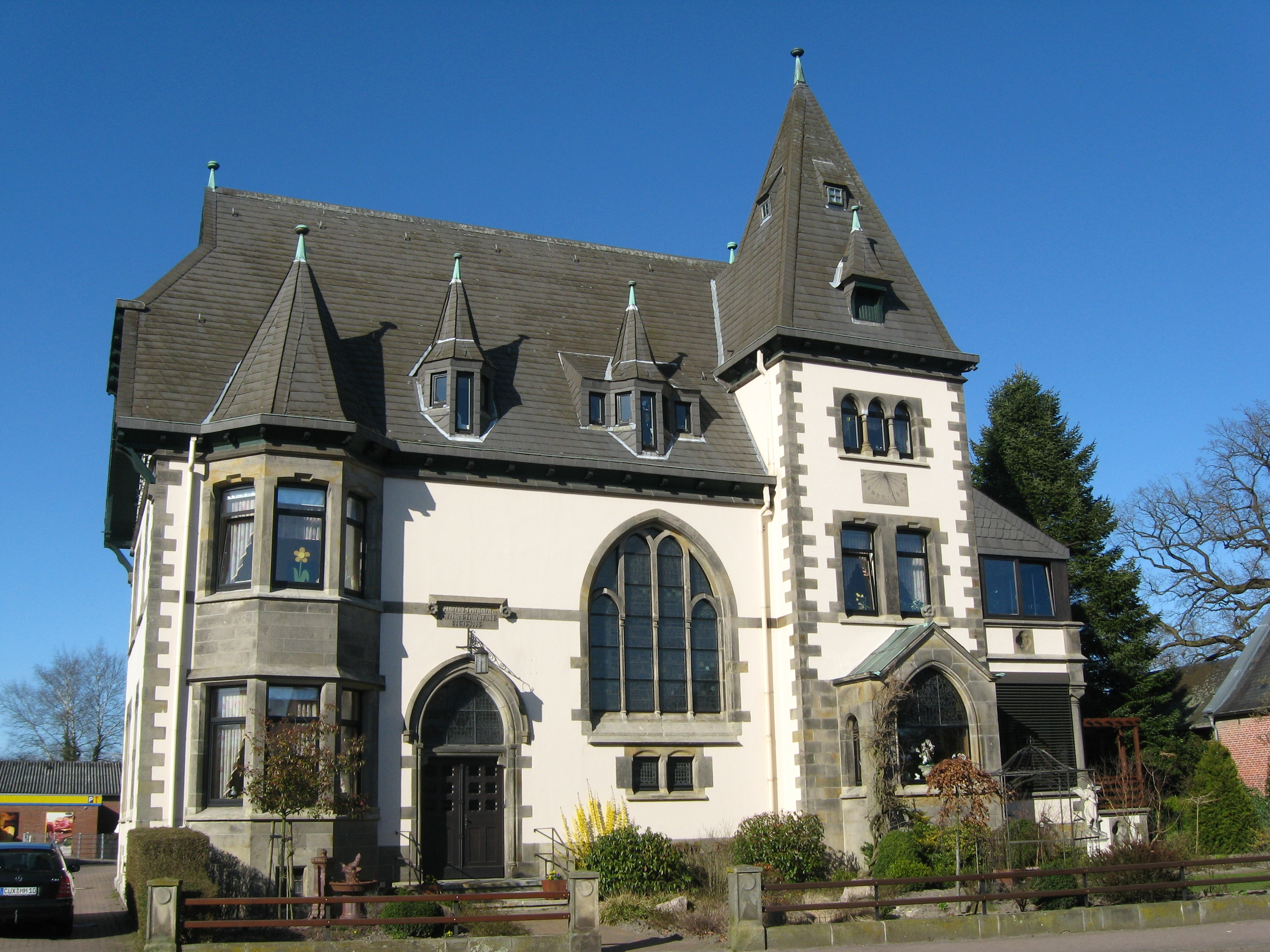
Villa Hüncken
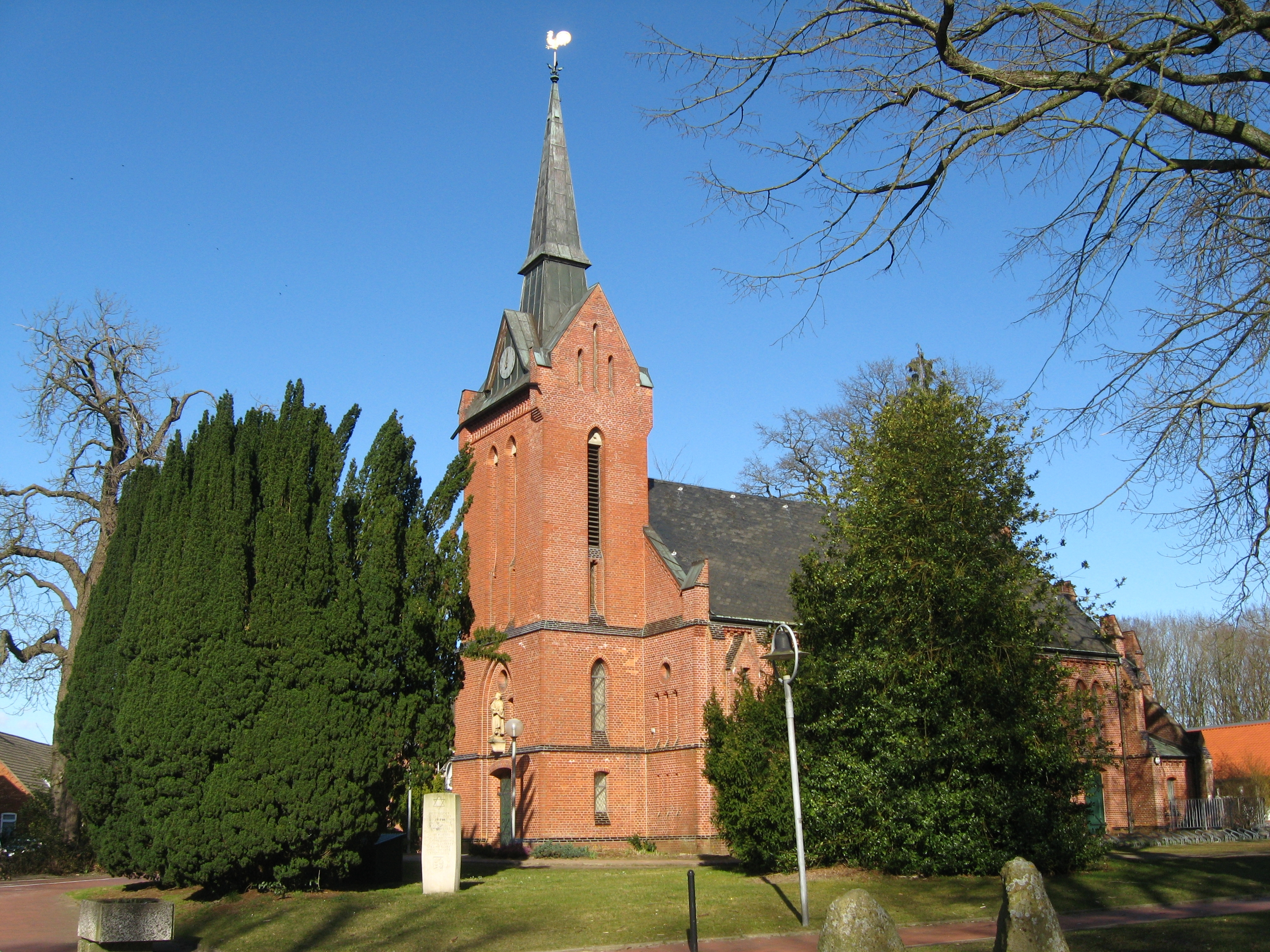
Martin-Luther-Kirche
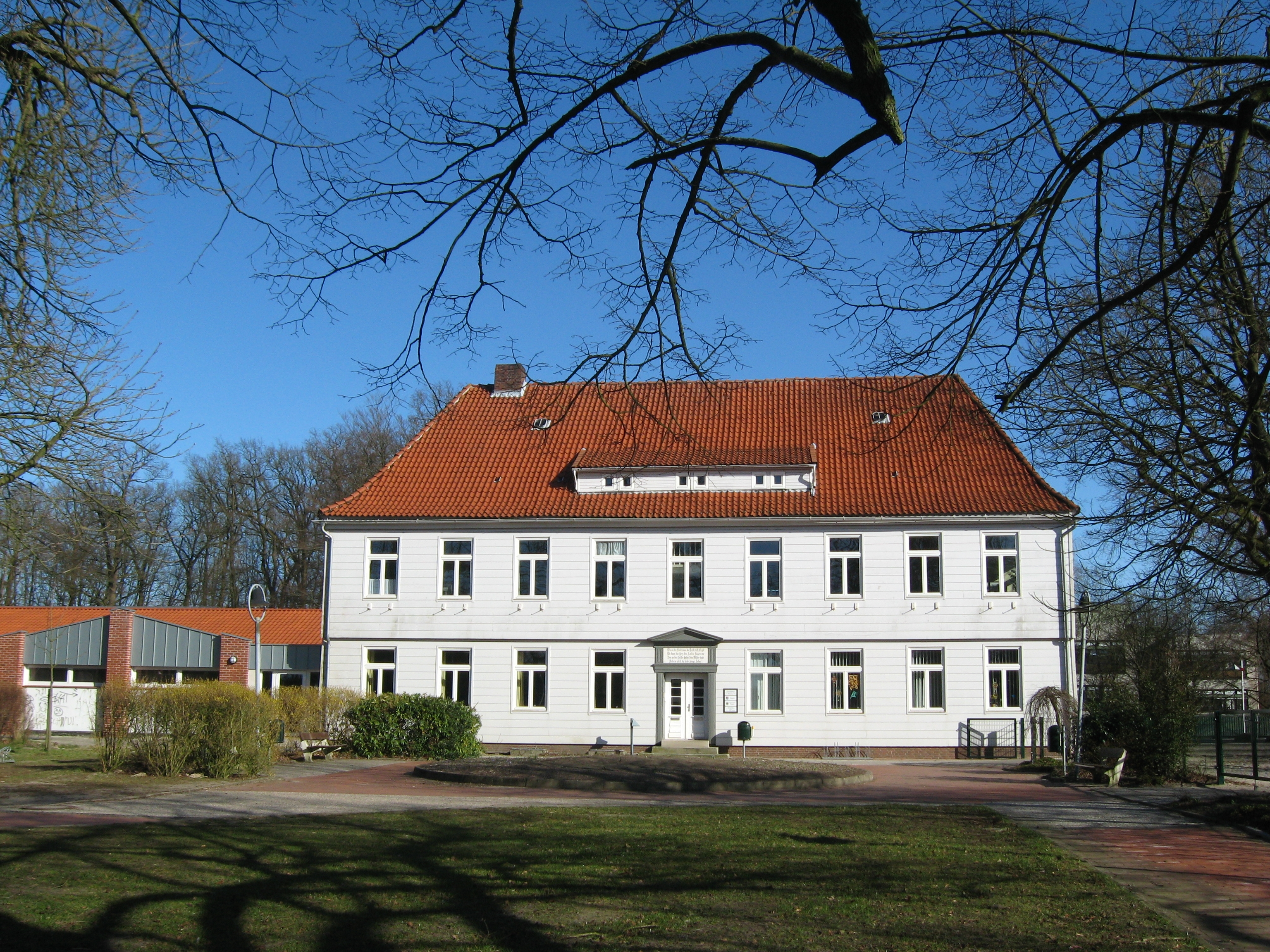
Ehemaliges Forstamt – heute Grundschule und Außenstelle Rathaus
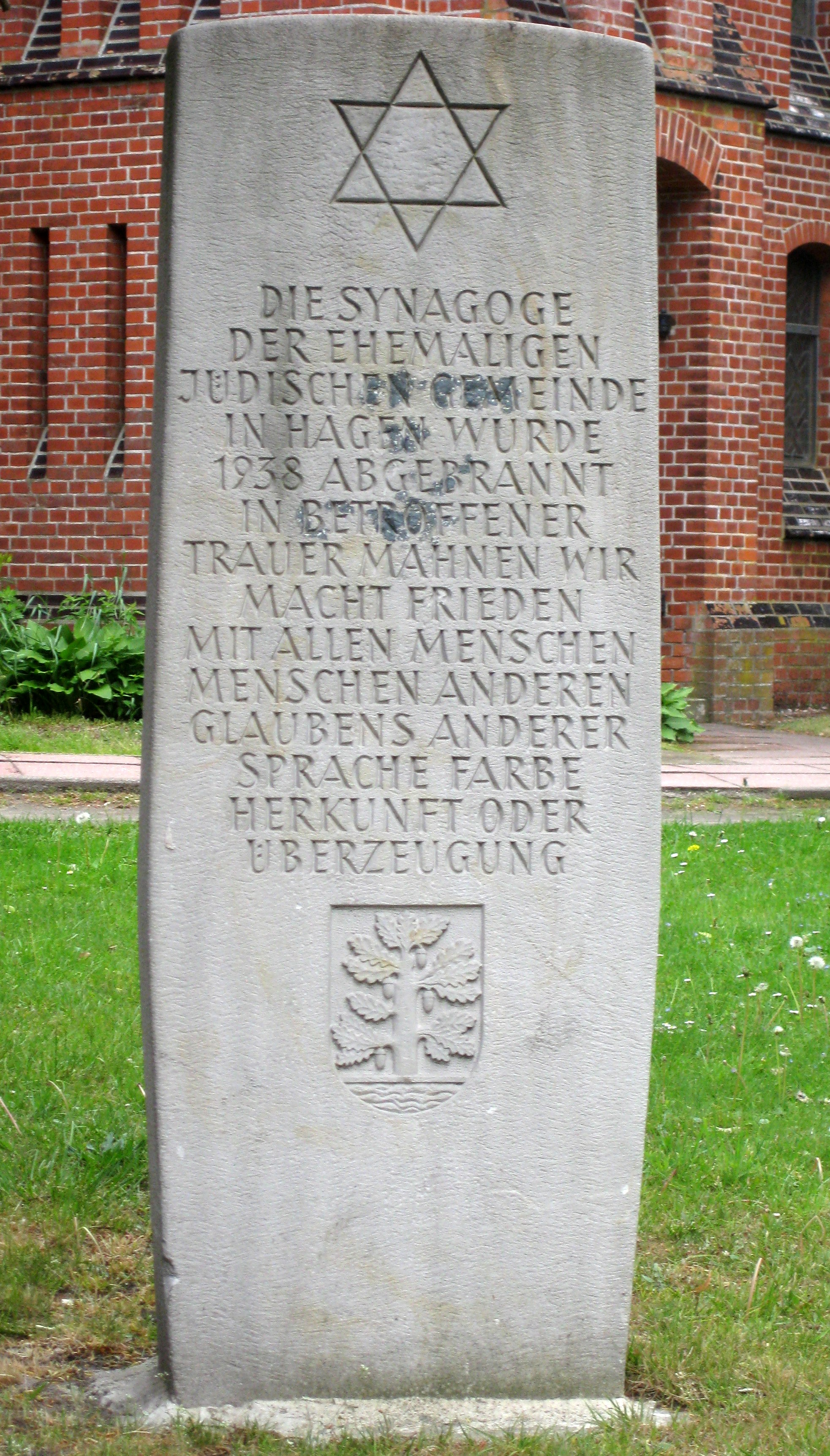
Gedenkstein für die Hagener Synagoge neben der Martin Luther-Kirche
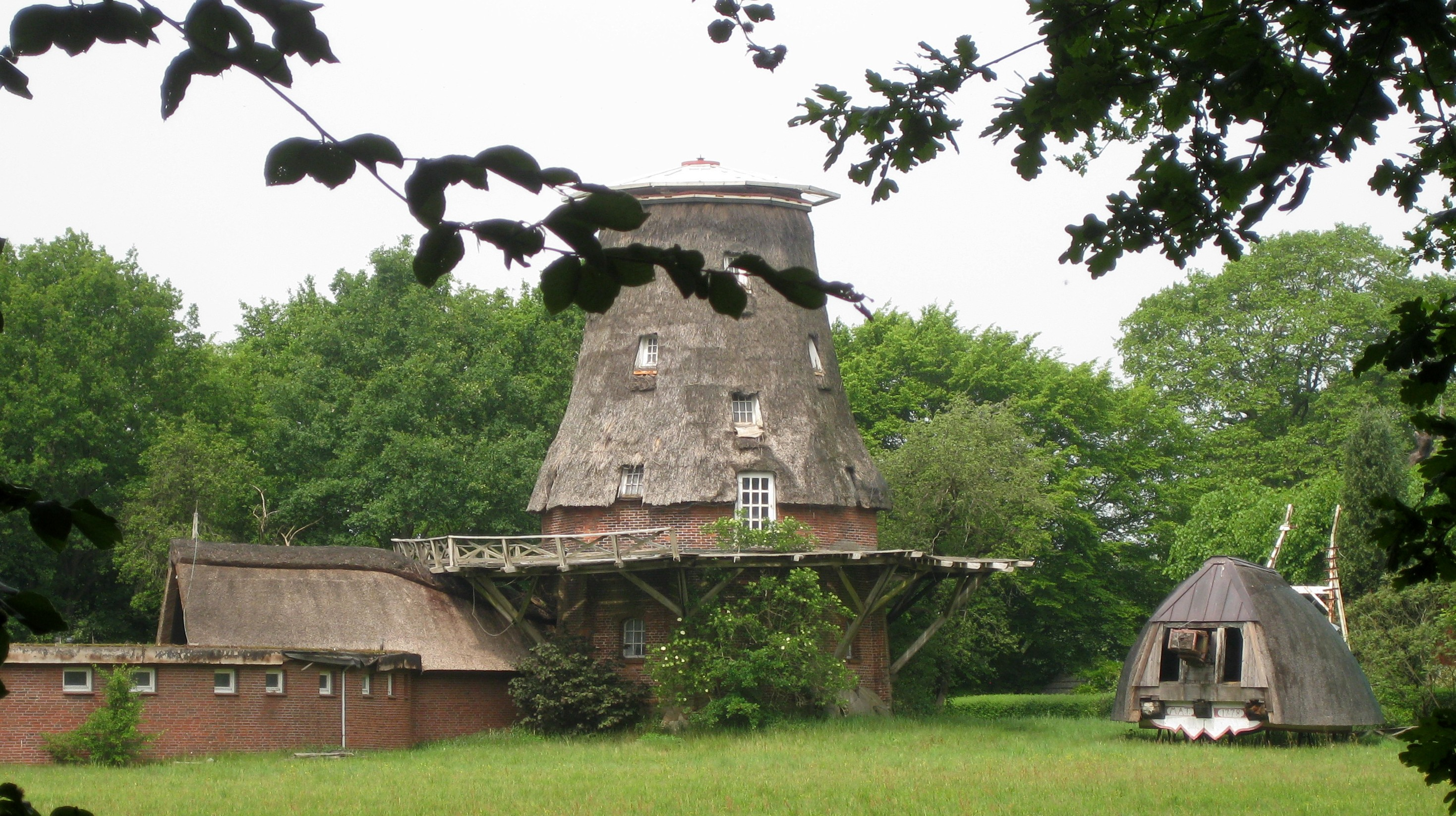
Reste der Galeriemühle

## Wirtschaft, Verkehr, Infrastruktur

### Unternehmen
Neben den im Zentrum von Hagen gelegenen Handelseinrichtungen entstand am Ortsrand ein Gewerbegebiet mit Einkaufsmöglichkeiten. In Hagen bestehen Geschäftsstellen der Volksbank im Elbe-Weser-Dreieck eG und der Weser-Elbe Sparkasse.
In der Ortschaft Wersabe hat der B-Note Musikverlag seinen Sitz.

### Medien
In Hagen erscheint die Heimatzeitschrift Unter der Staleke. Regionale Medien sind die in Bremerhaven erscheinende Nordsee-Zeitung sowie die Bremer Tageszeitungen Bremer Nachrichten/Weser-Kurier mit der Lokalbeilage Osterholzer Kreisblatt. Von internationaler Bedeutung ist das eLearning Journal, das bei der ortsansässigen Siepmann Media erscheint.
An Rundfunksendern sind die regionalen Sender des NDR und von Radio Bremen sowie die Privatsender Energy Bremen, Hitradio Antenne, Radio ffn sowie Radio Hamburg zu empfangen.

### Verkehr
Hagen kann erreicht werden über die Bundesautobahn 27, Anschlussstelle 12, Hagen sowie von Bremen oder Bremerhaven über die Landesstraße L 135 (frühere Bundesstraße 6). Die ost-westliche L 134 führt nach Stubben und Bokel oder nach Uthlede.
Hagen liegt innerhalb des Verkehrsverbundes Bremen-Niedersachsen (VBN). Es bestehen Verbindungen mit Schwanewede, Bremen-Vegesack und Bremerhaven. Die nächsten Bahnhöfe befinden sich in Lübberstedt, Stubben, Bremen-Farge und Bremen-Vegesack.
Das regelmäßig verkehrende Anruf-Sammel-Taxi (AST) ergänzt das Angebot an allen Tagen der Woche (auch Schulferien) in der gesamten Einheitsgemeinde und stellt auch die stündliche Verbindung zum Bahnhof Lübberstedt her.

### Öffentliche Einrichtungen
- Rathaus der Gemeinde Hagen im Bremischen, Amtsplatz 3
- Kindergärten: Es gibt in Hagen drei Einrichtungen
- Sozialstation Beverstedt-Hagen, Lindenallee 9 in Hagen

### Bildung
- Grundschule An der Staleke, Amtsplatz 2
- Hermann-Allmers-Schule, Burgallee 4, Haupt- und Realschule
- Waldschule Hagen, staatlich anerkanntes Privatgymnasium in freier Trägerschaft
- Musikschule Beverstedt / Hagen, eine Kooperation der Gemeinden Beverstedt und Hagen im Bremischen

### Sport
Infrastruktur: Zwei Fußballplätze, ein Tennisplatz sowie eine große Mehrzwecksporthalle. Im Ortsteil Hoope gibt es eine Motocross-Strecke sowie zwei Hundesportplätze, auf denen regelmäßig internationale Wettbewerbe im Agility und Coursing stattfinden.
Vereine:
- Hagener Sportverein von 1863
- Fußball-Club Hagen/Uthlede, 2018 aufstieg in die Oberliga Niedersachsen
- Ortsgruppe Hagen der Deutschen Lebens-Rettungs-Gesellschaft

Personen: Abwehrspieler Jonny Otten (* 1961), 1979 bis 1992 bei Werder Bremen, 1992/93 beim VfB Oldenburg und Jugendnationaltorhüter Andreas Nagel (* 1964), 1983 bis 1987 bei Bayer 04 Leverkusen, 1988 bis 1990 bei Hannover 96, sind aus dem Hagener SV hervorgegangen.

## Sagen und Legenden
- Die seltsame Blume hinter der Burg in Hagen
- Die goldene Wiege im Schlosse zu Hagen
- Der „Iserne Hinnerk“ in Hagen

(Quelle:)